# Sperre Paneveggio

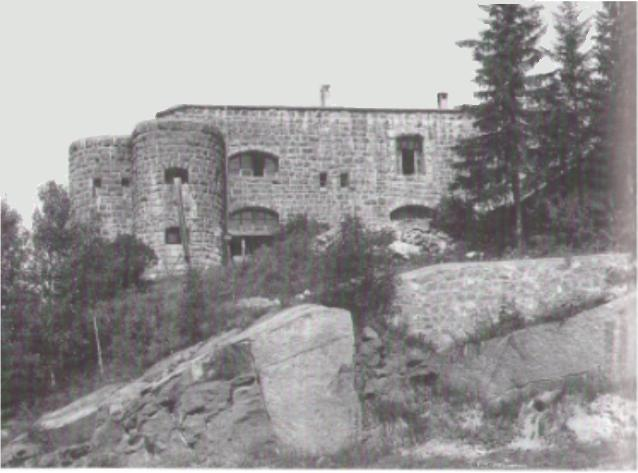
Al Buso

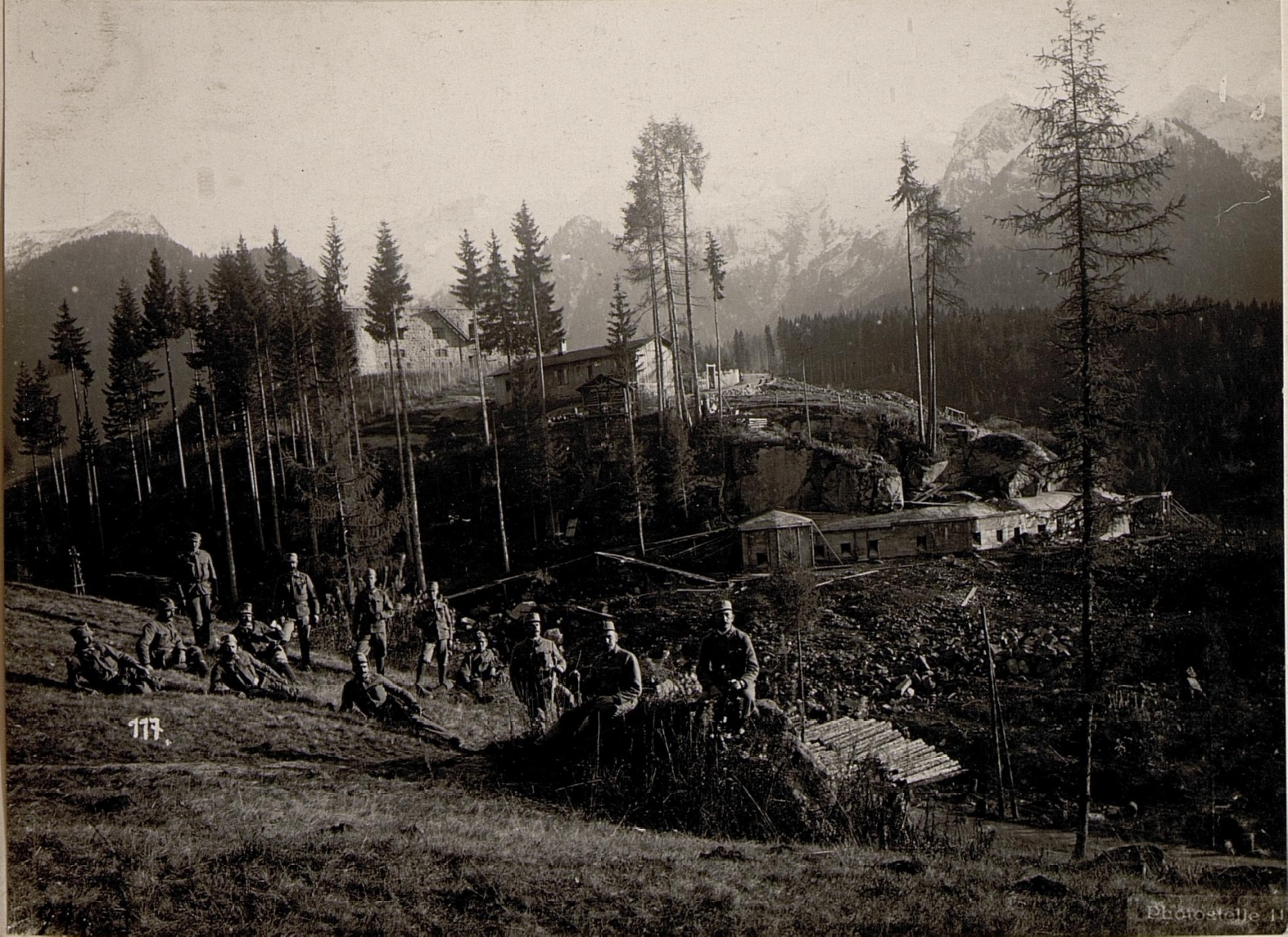
Werk Dossaccio

Die Sperre Paneveggio bestand aus den Werken „Straßensperre Albuso“ sowie dem „Fernkampfwerk Dossaccio“ und gehörte zum Subrayon IV der österreichisch-ungarischen Festungskette gegen Italien. Sie liegt in den Dolomiten und verteidigte das Travignolatal mit dem Zugang von St. Martin über den Rollepass in das Fassatal und das Fleimstal.

Die Straßensperre sicherte im direkten Schutz die Rollepassstrasse, das Fernkampfwerk dagegen den gesamten Raum.

## Straßensperre Albuso
Sie wurde von den Italienern auch „Buso“, „Al Buso“ oder „Forte Buso“ genannt und liegt heute neben dem nach dem Zweiten Weltkrieg errichteten Stausee „Lago di Forte Buso“.

Die Sperre wurde in den Jahren 1889/1892 in Bruchsteinmauerwerk aufgeführt und galt daher, trotz der 1912 erfolgten Modernisierung nur als granatsicher/sturmfrei. Bewaffnet war die Sperre mit sechs 9-cm-Kasemattkanonen M4. Die Anlage wurde infanteristisch nicht angegriffen und auch die italienische Artillerie richtete keinen größeren Schaden an. Das sich in einem hervorragenden Bauzustand befindliche Gebäude wird von einer Elektrizitätsgesellschaft genutzt und auch gewartet.

## Werk Dossaccio
Wie sein Vorwerk Albuso wurde es in den Jahren 1889/1892 in Mauerwerk erbaut und 1912 modernisiert. Die Grundausstattung an Artillerie betrug:
- 4 × 15-cm-Panzermörser M 80
- 4 × 12-cm-Minimalschartenkanonen M 80
- 12 × Maschinengewehre 8 mm M 93
- 1 × gepanzerter Scheinwerferstand

Bei Kriegsbeginn 1915 bestand die Armierung dagegen nur noch aus:
- 4 × 10-cm-Panzermörser M 5

Dem Grundriss nach mit gebrochener Front liegt das Werk auf dem sog. Elefantenrücken (Dossaccio). Es bestand aus einem Batteriekoffer mit Frontgraben und eingedeckter Poterne als Beobachtungsposten. Dazu kam ein in der rechten Flanke und unterhalb der Anlage gelegener gepanzerter Scheinwerferstand. 1915/16 wurden die Panzerkuppeln mit den Geschützen ausgebaut und einige Kilometer nördlich in vorbereiteten Betonstellungen wieder aufgebaut. Diese Artilleriestellung wurde noch durch zwei Feldkanonen verstärkt.
Die nunmehr leeren Geschützbrunnen des Werkes wurden mit Beton gefüllt und zu Täuschungszwecken oben mit Scheinkuppeln aus Beton versehen (sind noch vorhanden), in die Baumstämme gesteckt wurden.
In den Jahren 1915 und 1916 war die Werksartillerie stark an der Abwehr italienischer Angriffe im Raum Rollepass und Colbricon beteiligt.
Italienische Artillerieangriffe mit 28-cm-Haubitzen wurden nur halbherzig durchgeführt; an der Anlage entstanden so gut wie keine Beschädigungen, lediglich die Poterne stürzte ein.
Dossaccio befindet sich im Besitz der staatlichen Forstverwaltung und kann nur mit Genehmigung betreten werden.